# السندباد البحري (مسرحية)
السندباد البحري، هي مسرحية هادفة كويتية أول عروضها في 6 نوفمبر 1978.
وهي أول مسرحية كويتية مخصصة للطفل. السندباد البحري هي رواية معروفة منذ القرن العشرين أخذت من الكاتب محفوظ عبد الرحمن. إشتهرت المسرحية بأغنية «بلادنا حلوه» وقد حققت نجاحاً كبيراً في ذلك الوقت.
```
 وقد صرح المخرج منصور المنصور في جريدة الانباء تاريخ  2010/9/7 بانه   علي الرغم من انتاجه الكثير من الاعمال الفنيه الا نه هذه العمل متفرد لما يخصه من فئة الأطفال٬واضاف ان هذه العمل تربوي لما يحوى من قيم تعزز حب الوطن والدفاع عنه .
[
2
]
```

اذاع الفنان عبد الرحمن العقل وهو بطل المسرحيه آنذاك بصحيفة(الجريدة )تاريخ  2017/6/17 عن تفاصيل تجربته منذ ان عرض اليه العمل وكيف كانت ردة فعل التي آتت بارفض الناجم  من الخوف عن صعوبة مسرح الطفل في بدايتها الي ان وافق على العمل ٬عرضه المسرحيه وحقق نجاح غير متوقع .
وقد ذكر في تقرير من وكالة الانباء الكويتيه كونا تاريخ١٦/٤ /٢٠١٨لي افتتاح الدورة  السادسه من المهرجان العربي لمسرح الطفل ٬وختيار  الفنان عبد الرحمن العقل  شخصية المهرجان للدوره  ٬لاعتباره من رواد مسرح الطفل ومن آولى مسرحياته مسرحية (سندباد البحري )  ٬واقد اكد الفنان لصعوبة التميز في عالم مسرح الطفل و الجدير بالذكر انه كان الفنان في السابق موجهه في وزارت التربيه مما أعطاه الخبره للتعامل مع  الأطفال.
وقد جاء لذكر عواطف البدر بجريدة الانباء تاريخ ٢٨ /٨/٢٠١٧ والتي كانت في لجنة  قراءة النصوص المحليه آنذاك وكانت تملك شركة الإنتاج الفني للاذاعه والتلفزيون ٬وذكرت كيف وصل  اليها العمل و بعد ان تمت مناقشة العمل وعن أهدافه٬اشرعوا على تنفيذه ٬وقد عرضت المسرحيه لمدة شهر  في الكويت وفي دول الخليج كذالك.
ي دراسه التي نشرة با ٧/٣/٢٠١٨ با مجلة العربيه للاعلام وثقافة الطفل من اعداد م.م  حارث محمد طارق الخيون عن مدي اهميه تاثير الاعلام التربوي ودوره في تشكيل وعى الطفل وتنمية مهاراته  ٬و اضافة انه نظرية التعلم الاجتماعي تركز على التفاعلات الاجتماعية في عمليات التعلم،ويمكن أن يسهم الإعلام التربوي،سواء كانت تلفزيونية أو رقمية ،في تقديم اعمال إيجابية بطريقة تشجع الطفل على التفاعل الاجتماعي  .

## بطولة
- عبد الرحمن العقل.
- استقلال أحمد.
- خالد العبيد.
- محمد السريع.
- هدى حسين.
- رجاء محمد.
- بدر المسباح.
- عبدالناصر فخرو.